# گل‌کوب لوئیسیاد
گل‌کوب لوئیسیاد (نام علمی: Dicaeum nitidum) نام یک گونه از سرده گل‌کوب‌های اصلی است.